# ادوارد آبراهامیان (دامپزشک)
ادوارد گاگیکی آبراهامیان (ارمنی: Էդուարդ Գագիկի Աբրահամյան؛ انگلیسی: Eduard Gagiki Abrahamian زادهٔ ۱۴ نوامبر ۱۹۲۴ - درگذشته ۲۰ نوامبر ۲۰۰۰) دامپزشک، استاد اهل ارمنستان بود.

## زندگی‌نامه
وی در ۱۴ نوامبر ۱۹۲۴ در ایروان به دنیا آمد و در سال ۱۹۵۸ از انستیتو دام‌پروری و دام‌پزشکی ایروان فارغ‌التحصیل گشت.  وی در ۲۰ نوامبر ۲۰۰۰ در سن ۷۶ سالگی در ایروان درگذشت.

## یادداشت
1. ↑  կենսաբանական գիտությունների դոկտոր